# Jason Aldean
Jason Aldean (született Jason Aldine Williams) (Macon, Georgia, 1977. február 28. –) amerikai countryénekes.

## Életrajz
Maconban született és nőtt fel. Első fellépésére country énekesként a városban került sor, amikor 14 éves volt. Részt vett számos tehetségkutató versenyen, majd a középiskola után koncertezni kezdett a keleti parton. 1996-ban maga finanszírozta első lemezének rögzítését, ami nyolc dalt tartalmazott. Néhány év múlva egy kiadó szerződést kötött vele, mint dalszerzővel. Első albuma csak 2005-ben jelent meg, miután szerződést kötött a Broken Bow Records kiadóval. Az albumot hat másik követte 2016-ig, amelyek közül a 2009-es „Wide Open” hozta meg számára az országos sikert.

## Diszkográfia

### Nagylemezek
- Jason Aldean (2005)
- Relentless (2007)
- Wide Open (2009)
- My Kinda Party (2010)
- Night Train (2012)
- Old Boots, New Dirt (2014)
- They Don't Know (2016)